# Zygaena minos
Zygaena minos là một loài bướm đêm thuộc họ Zygaenidae.

## Hình ảnh

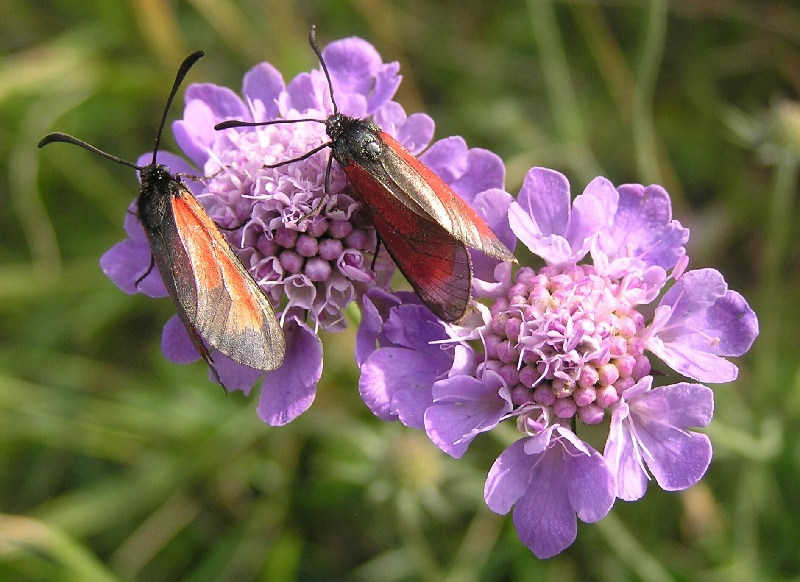
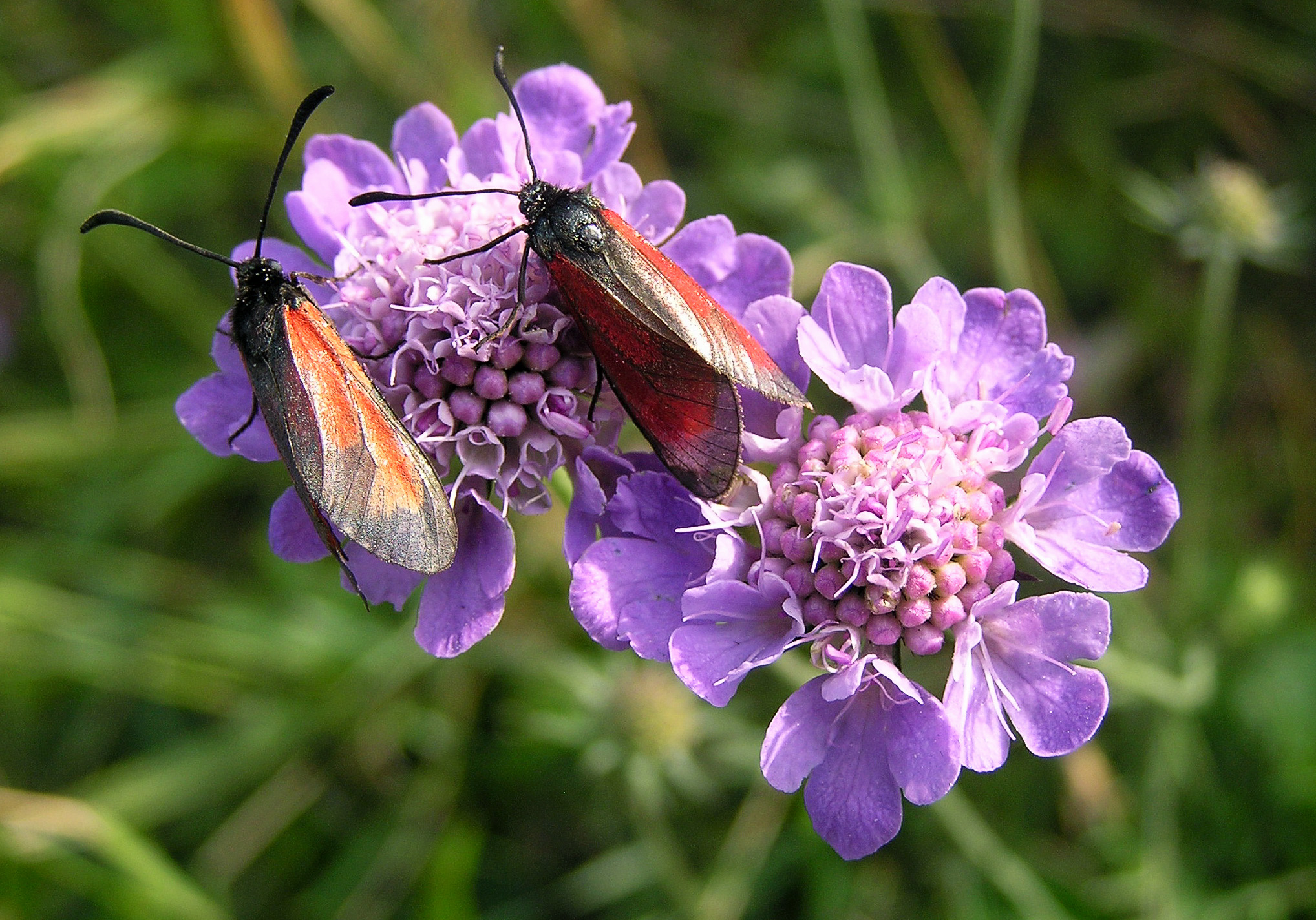
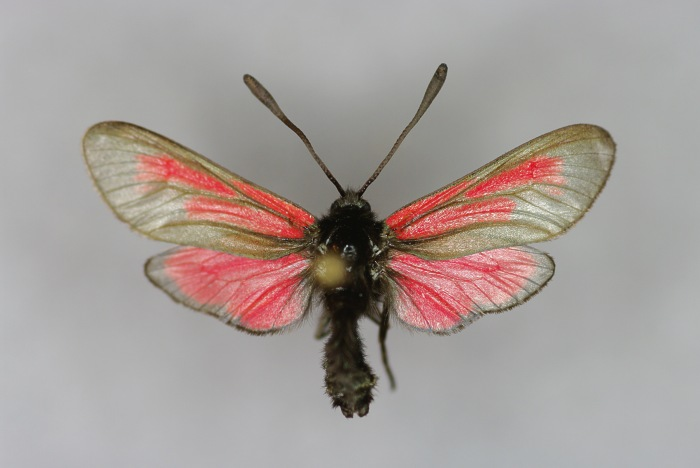
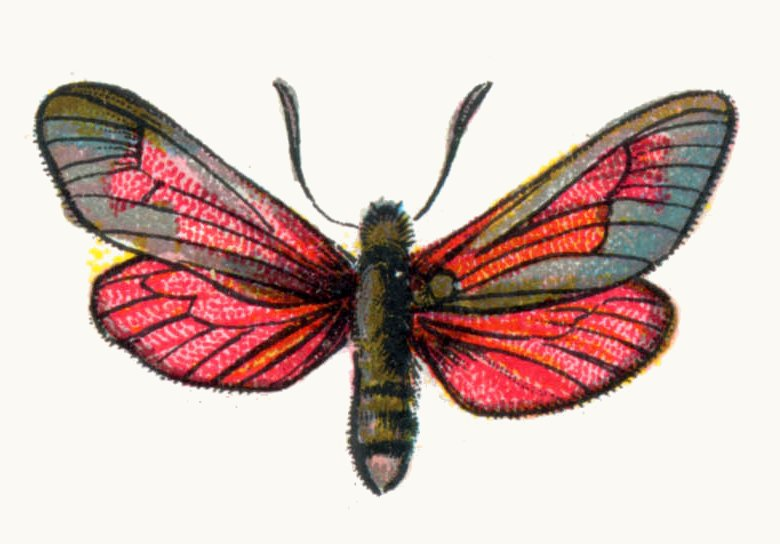